# Laguna Cullicocha
La laguna Cullicocha es un depósito natural de agua dulce ubicado dentro del Parque nacional Huascarán en la provincia de Huaylas, departamento de Áncash, Perú.
Se construyó un embalse que se puso en servicio en 1992 y que abastece a la central hidroeléctrica Cañón del Pato administrada por Duke Energy Perú.

## Ubicación
Cullicocha está localizada a una altitud de 4067 m s.n.m. en el distrito de Santa Cruz en la provincia de Huaylas, departamento de Áncash. El acceso es a pie desde el centro poblado de Hualcayán.